# Antonio Parras
Antonio Parras (nome completo: Juan Antonio Parras Monlat; Barcellona, 4 febbraio 1929 – Parigi, 29 maggio 2010) è stato un fumettista spagnolo.

## Biografia
Antonio Parras è nato a Barcellona il 2 febbraio 1929.
Ha iniziato come correttore in una tipografia. Nel 1950 realizza i primi disegni per la casa editrice De Haro e per il quotidiano El Globo.
Dopo aver lasciato la Spagna per la Francia nel 1955, ha realizzato illustrazioni per diverse riviste: Line, Sonia, Bonjour Bonheur, Ici-Paris... Ha anche disegnato brevi fumetti educativi per Le Journal de Spirou ( Les Belles Histoires de l'Oncle Paul ), Pilot ( Ivanhoé , 1960), Vaillant ( Davy Crockett, 1960) 3 e Tintin ( Chinatown, 1975).
Antonio Parras ha illustrato la maggior parte delle copertine delle raccolte Leuraventure e L'Aventure aujourd'hui ( Edizioni J'Ai Lu ) ed è anche l'autore delle copertine dei romanzi di Bob Morane dall'1 al 34 (Librairie des Champs-Élysées).
La sua prima serie importante, Les Inoxidables , è stata pre-pubblicata su Charlie Mensuel e poi pubblicata da Dargaud. Si svolge a Chicago negli anni Venti, all'epoca del proibizionismo. Parras ha anche disegnato Le Lièvre de mars , una serie fantasy e di spionaggio basata su una sceneggiatura di Patrick Cothias; il secondo volume ha vinto l'Alph-Art per la migliore sceneggiatura al Festival di Angoulême nel 1995. Il suo ultimo lavoro pubblicato è stato il thriller steampunk Le Méridien des mignes scritto da Erik Juszezak,.
È morto il 2 giugno 2010 a Parigi.

## Album
- Tu n’es pas le Bon Dieu petit Chinois (sceneggiatura di Guy Vidal, éd. Dargaud, 1981)
- Les Grands Capitaines (sceneggiatura di Jean Sanitas, éd. Dargaud)
  - 3. Lénine en octobre (1982)
  - 9. De Valera – Les Pâques sanglantes (1984)
- Les Inoxydables (sceneggiatura di Víctor Mora, éd. Dargaud)
  1. Les Inoxydables (1984)
  2. Chang-Haï luxury (1985)
  3. La Croisière des filles perdues (1986)
  4. Le Soutien-gorge bleu (1988)
  5. Rio, diamants, vaudou (1989)
- La Dernière Lune (sceneggiatura di Serge Le Tendre et Rodolphe, éd. di Lombard, 1993)
- Le Lièvre de Mars (sceneggiatura di Patrick Cothias, éd. Glénat)
  1. (1993)
  2. (1994)
  3. (1995)
  4. (1996)
  5. (1997)
  6. (1998)
  7. (2000)
- Le Méridien des brumes (sceneggiatura d’Erik Juszezak, éd. Dargaud)
  1. Aubes pourpres (2003)[14]
  2. Saba (2007)
- Les Mystères de Chinatown (sceneggiatura di François Truchaud, éd. du Taupinambour, 2011)